# Tell Me What You See
"Tell Me What You See" é uma canção composta por John Lennon e Paul McCartney e creditada a Lennon/McCartney. Foi gravada pela banda britânica The Beatles e lançada no álbum Help!, de 1965. Sobre a autoria da música, McCartney disse: "Eu pareço lembrar dessa música como sendo minha. Eu diria que foi um 60-40 mas talvez tenha sido somente eu.". John Lennon disse, nas suas entrevistas com Playboy (1980) e Hit Parader (1972), que "Tell Me What You See" foi escrita completamente por McCartney.